# Koninklijk Nederlands Meteorologisch Instituut

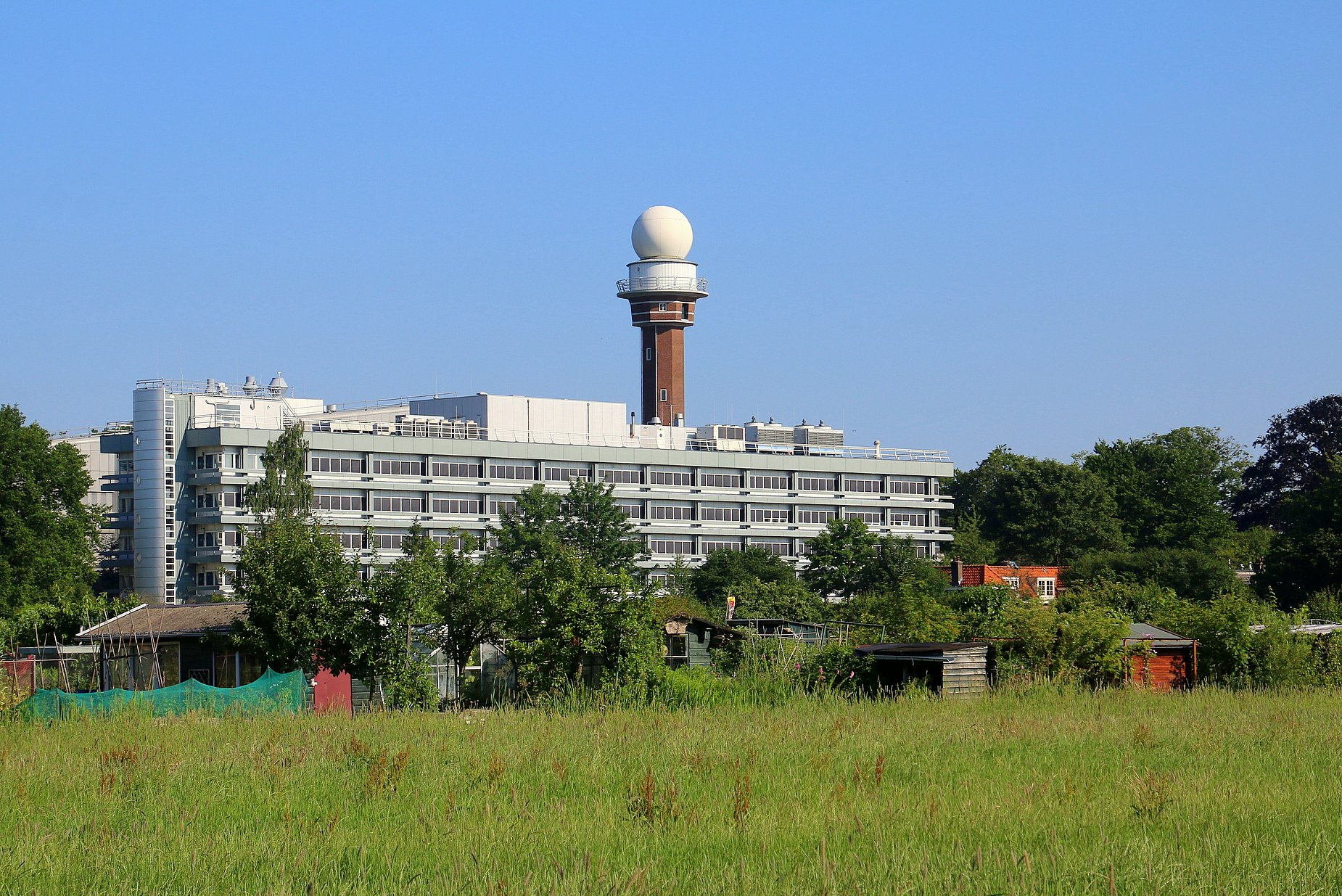
KNMI-Gebäude in De Bilt

Das Koninklijk Nederlands Meteorologisch Instituut (deutsch Königlich-Niederländisches Meteorologisches Institut, kurz KNMI) ist ein niederländisches Institut, das unter anderem die tägliche Wettervorhersage liefert. Das Institut untersteht dem Ministerie van Infrastructuur en Waterstaat (Ministerium für Infrastruktur und Wasserwirtschaft).
Die Gründung erfolgte am 31. Januar 1854 auf königlichen Beschluss von König Willem III. der Niederlande. Professor C.H.D Buys Ballot, erster leitende Direktor, wählte als Standort die Sternwarte Sonnenborgh in Utrecht. 1897 zog das Institut nach De Bilt um.
Hauptaufgaben des KNMI sind Wettervorhersagen und die Überwachung von Wetter, Klima, Luftqualität und seismischen Aktivitäten. Das KNMI ist auch das nationale Forschungs- und Informationszentrum für Meteorologie, Klima, Luftqualität und Seismologie, häufig in Zusammenhang mit der Erdgasförderung. Letzteres wird auf einer eigenen Website thematisiert: 
Das Institut beschäftigte 2007 rund 500 Mitarbeiter.
Zum Institut gehört das KNMI for the Caribbean Netherlands.

## Belege
1. ↑  Over het KNMI. KNMI, abgerufen am 16. Dezember 2023 (niederländisch).
2. ↑  About KNMI. KNMI, abgerufen am 16. Dezember 2023 (englisch).
3. ↑  Aardbevingen. KNMI, abgerufen am 16. Dezember 2023 (niederländisch).

Koordinaten: 52° 6′ 4″ N, 5° 10′ 40″ O